# Darázs Péter
Darázs Péter (Jászberény, 1985. október 12.) magyar rövidpályás gyorskorcsolyázó.

## Pályafutása
A 2006-os torinói téli olimpián az 500 méteres versenyszámban a tizedik helyen végzett. Négy évvel később, a vancouveri játékokon az 1 500 méteres számban a 19. helyen zárt. 2007 januárjában, a sheffieldi rövidpályás gyorskorcsolya Európa-bajnokságon, a magyar férfi csapat tagjaként, az 5 000 méteres váltóban ezüstérmet nyert. 2009 januárjában, a Torinóban zajló rövidpályás gyorskorcsolya Eb-n az 5 000 méteres váltó tagjaként a dobogó harmadik fokára állt fel. Március 6-án, a Bécsben rendezett rövidpályásgyorskorcsolya-világbajnokságon a 38. helyen végzett a férfiak 1 500 méteres számában, majd a montréali világkupa-viadalon (november 7.) 500 méteren az 52., 1 500-on pedig a 34. helyen zárt. A 2010-es drezdai rövidpályás gyorskorcsolya Európa-bajnokságon összetettben a 13. helyen szerepelt.